# 峇哈路口站
峇哈路口地铁站（英語：Bahar Junction MRT Station，代號JS7）是新加坡地鐵裕廊區域線上的車站，位于新加坡本岛裕廊西规划区。车站预计将于2027年启用。
此站將成為新加坡地鐵裕廊區域線西支線的三角交匯點。